# Victorio Oliver Domingo
Victorio Oliver Domingo (Mezquita de Jarque, 23 de diciembre de 1929) es un eclesiástico católico español.

## Biografía
Victorio nació el 23 de diciembre de 1929, en el municipio español de Mezquita de Jarque, Teruel.
Obtuvo la licenciatura en Filosofía y Teología.
Tras realizar estudios en el Pontificio Instituto Bíblico, obtuvo la licenciatura en Sagrada Escritura.

### Sacerdocio
Su ordenación sacerdotal fue el 27 de junio de 1954, en la capilla del Palacio Episcopal de Teruel.
En su diócesis de origen ejerció como profesor y prefecto de disciplina en el Seminario Mayor de Teruel, del que pocos años después sería vicerrector. Fue también Canónigo Lectoral de la Catedral de Teruel. Desde 1969 se dedicó como responsable de los movimientos de Acción Católica. 

## Episcopado

### Obispo en Madrid
El 5 de septiembre de 1972, el papa Pablo VI lo nombró obispo titular de Limisa y obispo auxiliar de Madrid. Fue consagrado el 12 de octubre del mismo año, en la Catedral de Teruel, a manos del cardenal-arzobispo Vicente Enrique y Tarancón. 
Se desempeñó como vicario episcopal de la Vicaría VI (Carabanchel), atendiendo las vicarías pastorales de Apostolado Seglar y el mundo del trabajo obrero. 

### Obispo de Tarazona
El 20 de diciembre de 1976, fue nombrado obispo de Tarazona, entrando en la sede el 30 de enero de 1977.  

### Obispo de Albacete
El 29 de mayo de 1981, el papa Juan Pablo II lo nombró obispo de Albacete, tomando posesión el 27 de junio del mismo año. 
En la Conferencia Episcopal Española (CEE), fue presidente de la Comisión Episcopal de Apostolado Seglar entre 1990 y 1999.

### Obispo de Orihuela-Alicante
El 22 de febrero de 1996, fue nombrado obispo de Orihuela-Alicante. Tomó posesión de la sede el 23 de marzo siguiente.
Fue miembro de la Comisión Episcopal de Medios de Comunicación Social (1975-1978) en la CEE.
Durante este período, firmó los convenios con la Universidad de Alicante que dieron lugar a la creación de la “Cátedra Arzobispo Loazes” (14 de enero de 1998) y declaró por decreto de 12 de junio de 1998 que la Universidad de Alicante podía considerarse heredera histórica de la Universidad de Orihuela.

### Renuncia
En 2004, presentó su renuncia como lo establece el Código de Derecho Canónico. El 26 de noviembre de 2005, el papa Benedicto XVI aceptó su renuncia, como obispo de Orihuela-Alicante, nombrado a su sucesor al mismo tiempo.
Tras su retiro, se trasladó a Zaragoza para residir en el Seminario de San Carlos Borromeo. Luego volvió a Alicante, para residir en la Casa Sacerdotal.

## Reconocimientos
- Medalla de Oro de la Universidad de Alicante (2014).[5]
- Busto conmemorativo en Orihuela (2019).[6]